# Cellana ornata
Cellana ornata es una especie de molusco gasterópodo de la familia Nacellidae en el orden de los Patellogastropoda.

## Distribución geográfica
Se encuentra en Nueva Zelanda

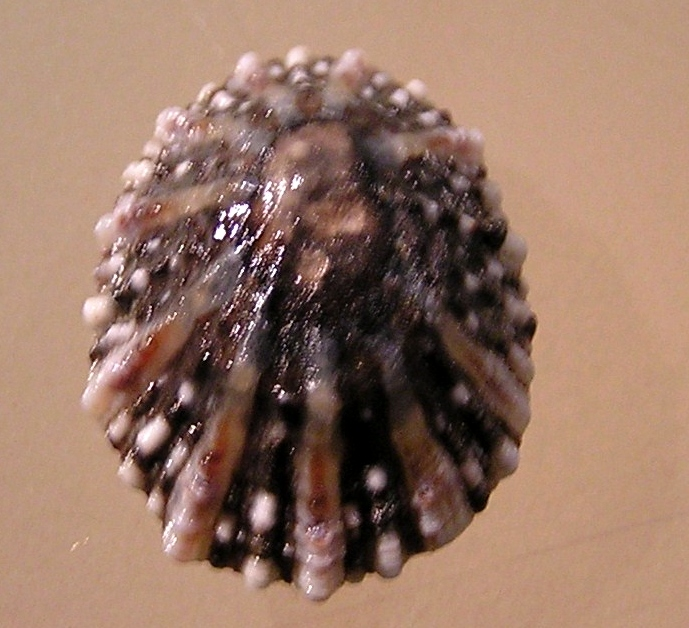
apical view
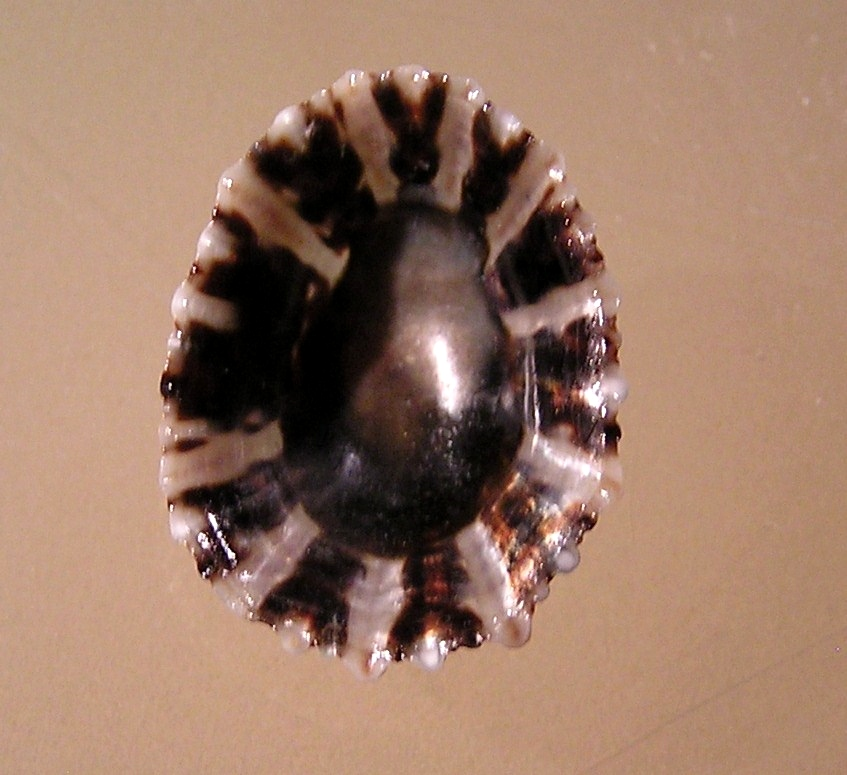
basal view